# مونفالکونه
مونفالکونه (به ایتالیایی: Monfalcone) یک کومونه در ایتالیا است که در استان گوریتزیا واقع شده‌است.

## خصوصیات
مونفالکونه ۲۰ کیلومترمربع مساحت و ۲۸٬۱۰۱ نفر جمعیت دارد و ۷ متر بالاتر از سطح دریا واقع شده‌است.

## خواهرخوانده
شهرهای Neumarkt in Steiermark و گالیپولی (آپولیا) خواهرخوانده‌های مونفالکونه هستند.